# Ánhuar Escalante
Anhuar Antonio Escalante Alarcón (Ciudad de México, 10 de diciembre de 1990) es un actor y cantante mexicano.

## Biografía
Su carrera artística comienza en el 2004, tras varias audiciones logró ingresar dentro del grupo de los 16 niños del telerrealidad Código Fama 2.ª edición.
Al término del telerrealidad, participa en la telenovela infantil Misión SOS, en su papel de "Alonso" junto a Allison Lozano, Diego Boneta, Maribel Guardia, Guillermo Capetillo y Jonathan Becerra.
A principios de 2006 y finales de 2007, junto a sus compañeros de Código F.A.M.A., formó parte del Grupo Play sin embargo el grupo se desintegró en 2008.
Ese mismo año, participa en el programa unitario La Rosa de Guadalupe, actuando en diversos capítulos. En 2009, participó en la telenovela Camaleones trabajando al lado de Belinda, Alfonso Herrera, Sherlyn, Pepe Wee, Guillermo García Cantú y Grettell Valdez.

## Filmografía

### Televisión
- Como dice el dicho (2013): Patricio (episodio: Los mirones son de palo)
- La Rosa de Guadalupe (2008-2012; diez episodios)
- Camaleones (2009-2010): Benito
- Misión SOS (2004-2005): Alonso Espino

### Películas
- Paradas continuas (2009): Dino

## Carrera musical
- 2006-2008 Grupo Play: integrante
- 2004 Código F.A.M.A. 2: concursante